# Erica pudens
Erica pudens är en ljungväxtart som beskrevs av H. A. Baker. Erica pudens ingår i släktet klockljungssläktet, och familjen ljungväxter. Inga underarter finns listade i Catalogue of Life.